# Thomas Lüthi

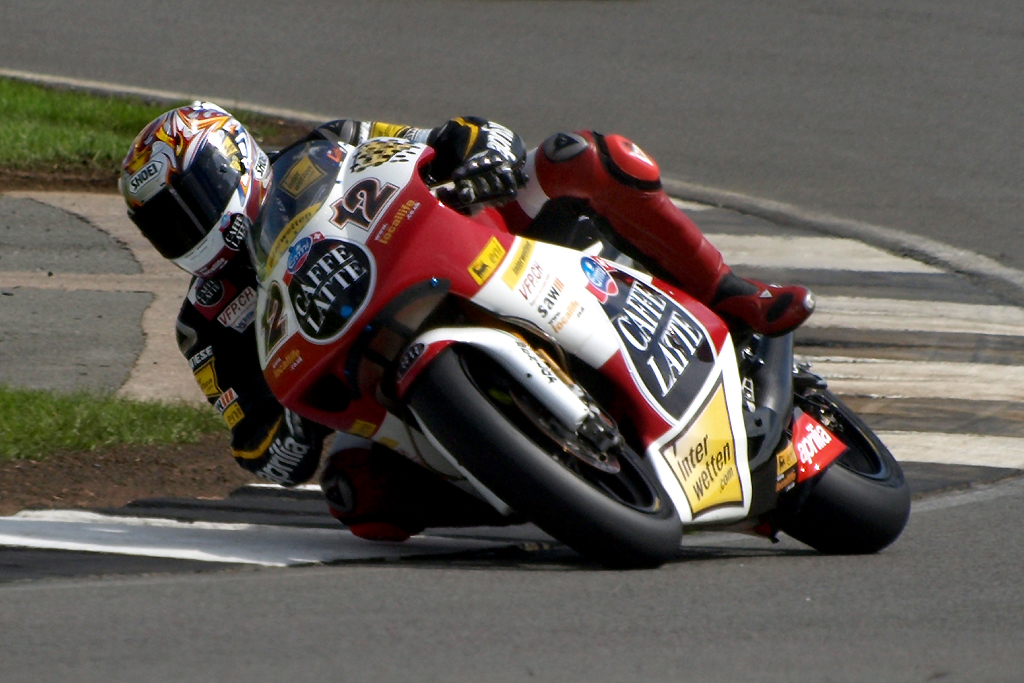
Luthi corriendo para el equipo Emmi – Caffe Latte

Thomas Lüthi (Oberdiessbach, Suiza, 6 de septiembre de 1986) es un expiloto de motociclismo de Moto2, ha sido campeón del mundo de 125 cc en 2005, con Honda.
En 2005, solo tres años después de comenzar su carrera como motociclista profesional, consiguió ser campeón mundial en la cilindrada de los 125 cc. De esa forma, Lüthi fue el primer campeón mundial suizo de motociclismo en veinte años. El último título mundial lo consiguió Stefan Dörflinger en los 80 cc. No había habido un campeón suizo en la cilindrada de 125 cc desde Luigi Taveri en 1966.
El público suizo lo votó deportista suizo de 2005 en reconocimiento de sus éxitos.[cita requerida]

## Biografía
Lüthi nació en Oberdiessbach, Cantón de Berna, Suiza, pero se crio en Emmental. Lüthi empezó a correr en minimotos a la edad de nueve años. Ganó campeonatos de minimotos en 1999 y 2000. En 2002, terminó segundo en la general en el Campeonato de Europa de 125cc, y tercero en el campeonato alemán de 125 cc.

### Campeonato Mundial de 125cc
Lüthi hizo su primera aparición en el Campeonato Mundial de 125cc en el Gran Premio de Alemania de 2002, donde terminó en la vigesimasexta posición.
En la temporada 2003, Luthi fue invitado por Daniel Epp a pilotar para su equipo, conocido como el "Elit Grand Prix Team"; Epp se convirtió en su mánager. Lüthi anotó su primer podio en el Gran Premio de Cataluña de 2003 donde terminó en el segundo lugar. En 2004, se perdió cuatro carreras en fila debido a una lesión, y anotó 14 puntos.
Andy Ibbott de la Escuela de Superbike de California comenzó a entrenar Thomas durante la temporada 2005. Lüthi consiguió su primera victoria en el Gran Premio de Francia de 2005 en Le Mans, seguido de tres victorias más que la temporada, incluyendo una en la carrera de casa de su equipo en Brno, República Checa. El 6 de noviembre de 2005 Lüthi aseguró su primer campeonato mundial en la categoría de 125cc, la sexta persona más joven en hacerlo; esto tuvo lugar en Valencia.

### Campeonato Mundial de 250cc
Después de la temporada 2006, Lüthi pasó a 250cc. El equipo cambió su nombre a "Emmi - Caffè Latte", y desertó a Aprilia, corriendo en el Aprilia RSA 250.
Para 2008, Lüthi continuó con el Aprilia RSA 250. Daniel Epp también dispuso una Aprillia LE para Lukáš Pešek, bajo la marca de Auto Kelly - CP. Lüthi no tuvo ningún podio hasta el GP de Italia 2008, donde terminó en el podio en el tercer lugar. En Assen, terminó en segundo lugar detrás de Álvaro Bautista. En Brno, Lüthi chocó quedando fuera de carrera debido a una aparente falla de los frenos.
En 2009 fue su mejor temporada en la categoría al terminar séptimo en la general con 120 puntos aunque en carrera sus mejores resultados fueron tres cuartos puestos en Italia, Malasia y en la Comunidad Valenciana.

### Campeonato Mundial de Moto2
En 2010 se ejecuta en la nueva categoría de Moto2 con un Moriwaki MD600 en el equipo Interwetten Moriwaki Moto2, consiguiendo tres segundos puestos (Gran Bretaña, Holanda y Cataluña) y dos terceros lugares (España y San Marino) y terminando la temporada en cuarto lugar con 156 puntos.
En 2011, se mantiene en el mismo equipo, esta vez montando una Suter MMXI. Conseguir una victoria en Malasia, un segundo lugar en España, un tercer lugar en Catar y una pole position en Malasia y termina la temporada en quinto lugar con 151 puntos.
En 2012 obtuvo una victoria en Francia, dos segundos puestos (Cataluña y la República Checa), dos lugares terceros (España y Portugal) y una pole en Catar, y terminó la temporada en cuarto lugar con 191 puntos.
En 2013 obtuvo el segundo lugar en Australia y cinco terceros lugares (Cataluña, República Checa, Gran Bretaña, Malasia y Japón) y termina la temporada en sexto lugar con 155 puntos. Esta temporada se ve obligado a perderse el Gran Premio de Catar y las Américas por la lesión en el brazo y la pierna derecha ocurrida en una prueba en el circuito de Valencia.
En 2014, el piloto suizo vuelve a la victoria en el GP de Japón, no había ganado una carrera en casi dos años y medio pasaron 42 carreras desde su última victoria, obtenida en el Gran Premio de Francia en 2012 y más adelante repite al ganar el Gran Premio de la Comunidad Valenciana, también consigue un segundo lugar en Australia y un tercer lugar en Catar, terminando la temporada en cuarto lugar con 194 puntos, es el primer piloto en la clasificación de los usuarios Suter.
En el año 2015 se mantiuvo en el mismo equipo, esta vez montando una Kalex. Consiguió una victoria en Francia, un segundo puesto en Malasia, un tercer puesto en Catar y en Valencia, y una pole position en Malasia. Terminó la temporada en el quinto lugar con 179 puntos.
En el año 2016 se mantiene en el mismo equipo. Consiguió cuatro victorias (Catar, Reino Unido, Japón y Australia), un segundo lugar en la Comunidad Valenciana y un tercer lugar en Francia y tres poles (Francia, Holanda y Australia). Terminó la temporada en segundo lugar con 234 puntos. Esta temporada se vio obligado a perderse el Gran Premio de la República Checa debido a una lesión en la cabeza ocurrida en la clasificación del gran premio.

## Lesiones
- En febrero de 2013 durante los entrenamientos de pretemporada en Cheste tuvo una caída sufriendo fracturas en el codo y en el hombro. El piloto español Sergio Gadea sería el encargado de sustituirle en la primera carrera del mundial de Moto2.

## Resultados

### Por temporada
| Año   | Cat.   | Moto     | Equipo                         | Carreras | Victorias | Podios | Poles | V.Ráp. | Pts. | Pos. |
| ----- | ------ | -------- | ------------------------------ | -------- | --------- | ------ | ----- | ------ | ---- | ---- |
| 2002  | 125cc  | Honda    | Elit Grand Prix                | 7        | 0         | 0      | 0     | 0      | 7    | 27.º |
| 2003  | 125cc  | Honda    | Elit Grand Prix                | 15       | 0         | 1      | 0     | 0      | 68   | 15.º |
| 2004  | 125cc  | Honda    | Elit Grand Prix                | 13       | 0         | 0      | 0     | 0      | 14   | 25.º |
| 2005  | 125cc  | Honda    | Elit Grand Prix                | 16       | 4         | 8      | 5     | 1      | 242  | 1.º  |
| 2006  | 125cc  | Honda    | Elit – Caffe Latte             | 16       | 1         | 1      | 0     | 0      | 113  | 8.º  |
| 2007  | 250cc  | Aprilia  | Emmi – Caffe Latte             | 17       | 0         | 0      | 0     | 0      | 133  | 8.º  |
| 2008  | 250cc  | Aprilia  | Emmi – Caffe Latte             | 14       | 0         | 2      | 0     | 0      | 108  | 11.º |
| 2009  | 250cc  | Aprilia  | Emmi – Caffe Latte             | 16       | 0         | 0      | 0     | 0      | 120  | 7.º  |
| 2010  | Moto2  | Moriwaki | Interwetten Moriwaki Moto2     | 17       | 0         | 5      | 0     | 2      | 156  | 4.º  |
| 2011  | Moto2  | Suter    | Interwetten Paddock Moto2      | 17       | 1         | 4      | 1     | 0      | 151  | 5.º  |
| 2012  | Moto2  | Suter    | Interwetten-Paddock            | 17       | 1         | 6      | 1     | 3      | 191  | 4.º  |
| 2013  | Moto2  | Suter    | Interwetten Paddock Moto2      | 15       | 0         | 6      | 0     | 1      | 155  | 6.º  |
| 2014  | Moto2  | Suter    | Interwetten Paddock Moto2      | 18       | 2         | 4      | 0     | 2      | 194  | 4.º  |
| 2015  | Moto2  | Kalex    | Derendinger Racing Interwetten | 18       | 1         | 4      | 1     | 3      | 179  | 5.º  |
| 2016  | Moto2  | Kalex    | Garage Plus Interwetten        | 17       | 4         | 6      | 3     | 2      | 234  | 2.º  |
| 2017  | Moto2  | Kalex    | CarXpert Interwetten           | 16       | 2         | 10     | 1     | 1      | 243  | 2.º  |
| 2018  | MotoGP | Honda    | EG 0,0 Marc VDS                | 18       | 0         | 0      | 0     | 0      | 0    | 29.º |
| 2019  | Moto2  | Kalex    | Dynavolt Intact GP             | 19       | 1         | 8      | 0     | 3      | 250  | 3.º  |
| 2020  | Moto2  | Kalex    | Liqui Moly Intact GP           | 15       | 0         | 0      | 0     | 0      | 72   | 11.º |
| 2021  | Moto2  | Kalex    | Pertamina Mandalika SAG Team   | 17       | 0         | 0      | 0     | 0      | 27   | 22.º |
| Total | Total  | Total    | Total                          | 317      | 17        | 65     | 12    | 19     | 2657 |      |

- * Temporada en progreso.

### Por categoría
| Categoría | Temporadas           | 1.º Gran Premio | 1.º Podio     | 1.º Victoria | Carreras | Victorias | Podios | Poles | V.Ráp. | Pts. | CM |
| --------- | -------------------- | --------------- | ------------- | ------------ | -------- | --------- | ------ | ----- | ------ | ---- | -- |
| 125 cc    | 2002–2006            | Alemania 2002   | Portugal 2005 | Francia 2005 | 67       | 5         | 10     | 5     | 1      | 444  | 1  |
| 250 cc    | 2007-2009            | Catar 2007      | Italia 2008   |              | 47       | 0         | 2      | 0     | 0      | 361  | 0  |
| Moto2     | 2010–2017, 2019-2021 | Catar 2010      | España 2010   | Malasia 2011 | 185      | 12        | 53     | 7     | 18     | 1852 | 0  |
| MotoGP    | 2018                 | Catar 2018      |               |              | 18       | 0         | 0      | 0     | 0      | 0    | 0  |
| Total     | 2002–2021            | 2002–2021       | 2002–2021     | 2002–2021    | 317      | 17        | 65     | 12    | 19     | 2657 | 1  |

### Carreras por año
(Carreras en negrita indica pole position, carreras en cursiva indica vuelta rápida)
| Año  | Cat.   | Moto     | 1       | 2       | 3       | 4       | 5       | 6       | 7       | 8       | 9       | 10      | 11      | 12      | 13      | 14      | 15      | 16      | 17      | 18     | 19      | Pos. | Pts. |
| ---- | ------ | -------- | ------- | ------- | ------- | ------- | ------- | ------- | ------- | ------- | ------- | ------- | ------- | ------- | ------- | ------- | ------- | ------- | ------- | ------ | ------- | ---- | ---- |
| 2002 | 125cc  | Honda    | JPN     | RSA     | ESP     | FRA     | ITA     | CAT     | NED     | GBR     | GER 26  | CZE 19  | POR 9   | BRA 24  | PAC     | MAL 21  | AUS Ret | VAL 24  |         |        |         | 27.º | 7    |
| 2003 | 125cc  | Honda    | JPN 9   | RSA 17  | ESP 12  | FRA 9   | ITA 15  | CAT 2   | NED 7   | GBR 22  | GER Ret | CZE Ret | POR Ret | BRA 15  | PAC 10  | MAL 4   | AUS 16  | VAL DNS |         |        |         | 15.º | 68   |
| 2004 | 125cc  | Honda    | RSA Ret | ESP Ret | FRA Ret | ITA Ret | CAT     | NED     | BRA     | GER 18  | GBR 18  | CZE 18  | POR 16  | JPN 12  | QAT 13  | MAL 11  | AUS 19  | VAL 14  |         |        |         | 25.º | 14   |
| 2005 | 125cc  | Honda    | ESP Ret | POR 3   | CHN 4   | FRA 1   | ITA 2   | CAT 7   | NED 10  | GBR 6   | GER 2   | CZE 1   | JPN 2   | MAL 1   | QAT 6   | AUS 1   | TUR 5   | VAL 9   |         |        |         | 1.º  | 242  |
| 2006 | 125cc  | Honda    | ESP Ret | QAT 8   | TUR 12  | CHN Ret | FRA 1   | ITA 9   | CAT 6   | NED 8   | GBR 8   | GER 6   | CZE 5   | MAL 13  | AUS 4   | JPN Ret | POR Ret | VAL 10  |         |        |         | 8.º  | 113  |
| 2007 | 250cc  | Aprilia  | QAT 4   | ESP Ret | TUR 5   | CHN 8   | FRA Ret | ITA 5   | CAT 4   | GBR Ret | NED Ret | GER 9   | CZE 7   | RSM 4   | POR 4   | JPN 10  | AUS 5   | MAL 5   | VAL 9   |        |         | 8.º  | 133  |
| 2008 | 250cc  | Aprilia  | QAT 15  | ESP Ret | POR 4   | CHN Ret | FRA 11  | ITA 3   | CAT 5   | GBR 5   | NED 2   | GER 7   | CZE Ret | RSM 7   | IND C   | JPN     | AUS     | MAL 9   | VAL 10  |        |         | 11.º | 108  |
| 2009 | 250cc  | Aprilia  | QAT 6   | JPN 8   | ESP 5   | FRA Ret | ITA 4   | CAT 6   | NED Ret | GER 8   | GBR 9   | CZE Ret | IND 9   | RSM 10  | POR 7   | AUS 11  | MAL 4   | VAL 4   |         |        |         | 7.º  | 120  |
| 2010 | Moto2  | Moriwaki | QAT 7   | ESP 3   | FRA 19  | ITA 4   | GBR 2   | NED 3   | CAT 2   | GER Ret | CZE 11  | IND 7   | RSM 3   | ARA 10  | JPN 8   | MAL Ret | AUS 11  | POR 16  | VAL 4   |        |         | 4.º  | 156  |
| 2011 | Moto2  | Suter    | QAT 3   | ESP 2   | POR Ret | FRA 5   | CAT Ret | GBR 15  | NED 8   | ITA 6   | GER 5   | CZE 5   | IND 17  | RSM 8   | ARA 7   | JPN 3   | AUS 11  | MAL 1   | VAL 17  |        |         | 5.º  | 151  |
| 2012 | Moto2  | Suter    | QAT 5   | ESP 3   | POR 3   | FRA 1   | CAT 2   | GBR 8   | NED Ret | ALE 5   | ITA 3   | IND 5   | CZE 2   | RSM 9   | ARA 10  | JPN 5   | MAL Ret | AUS Ret | VAL 4   |        |         | 4.º  | 191  |
| 2013 | Moto2  | Suter    | QAT     | AME DNS | ESP 11  | FRA Ret | ITA 9   | CAT 3   | NED 8   | ALE 6   | IND 13  | CZE 3   | GBR 3   | RSM 4   | ARA Ret | MAL 3   | AUS 2   | JPN 3   | VAL 7   |        |         | 6.º  | 155  |
| 2014 | Moto2  | Suter    | QAT 3   | AME 6   | ARG 19  | ESP 10  | FRA 8   | ITA Ret | CAT 5   | NED 6   | ALE 9   | IND Ret | CZE 4   | GBR 5   | RSM 5   | ARA 4   | JPN 1   | AUS 2   | MAL 8   | VAL 1  |         | 4.º  | 194  |
| 2015 | Moto2  | Kalex    | QAT 3   | AME 12  | ARG 6   | ESP 4   | FRA 1   | ITA Ret | CAT 6   | NED 5   | ALE 6   | IND 6   | CZE 7   | GBR 9   | RSM 10  | ARA 3   | JPN Ret | AUS 4   | MAL 2   | VAL 3  |         | 5.º  | 179  |
| 2016 | Moto2  | Kalex    | QAT 1   | ARG 7   | AME 7   | ESP 6   | FRA 3   | ITA 4   | CAT 5   | NED Ret | ALE Ret | AUT 4   | CZE DNS | GBR 1   | RSM 6   | ARA 4   | JPN 1   | AUS 1   | MAL 6   | VAL 2  |         | 2.º  | 234  |
| 2017 | Moto2  | Kalex    | QAT 2   | ARG 3   | AME 2   | ESP 8   | FRA 3   | ITA 2   | CAT 2   | NED 2   | GER Ret | CZE 1   | AUT 3   | GBR 4   | RSM 1   | ARA 4   | JPN 11  | AUS 10  | MAL DNS | VAL    |         | 2.º  | 243  |
| 2018 | MotoGP | Honda    | QAT 16  | ARG 17  | AME 18  | ESP Ret | FRA 16  | ITA Ret | CAT Ret | NED 20  | GER 17  | CZE 16  | AUT 22  | GBR C   | RSM 22  | ARA 17  | THA 20  | JPN 20  | AUS 16  | MAL 16 | VAL Ret | 29.º | 0    |
| 2019 | Moto2  | Kalex    | QAT 2   | ARG Ret | AME 1   | ESP 4   | FRA 6   | ITA 3   | CAT 2   | NED 4   | GER 5   | CZE Ret | AUT 6   | GBR 8   | RSM 4   | ARA 6   | THA 7   | JPN 2   | AUS 3   | MAL 3  | VAL 2   | 3.º  | 250  |
| 2020 | Moto2  | Kalex    | QAT 10  | ESP Ret | AND 7   | CZE 17  | AUT 7   | EST 5   | RSM 6   | ERM 9   | CAT 11  | FRA 5   | ARA 12  | TER Ret | EUR 19  | VAL 16  | POR 16  |         |         |        |         | 11.º | 72   |
| 2021 | Moto2  | Kalex    | QAT 15  | DOH Ret | POR 17  | SPA 19  | FRA Ret | ITA DNS | CAT 15  | GER 19  | NED 14  | EST 16  | AUT 9   | GBR 11  | ARA Ret | RSM 11  | AME Ret | ERM 14  | ALG 19  | VAL 12 |         | 22.º | 27   |

- * Temporada en progreso.